# Graukatze
Die Graukatze oder Gobikatze (Felis bieti) ist eine zentralasiatische Katzenart. Sie wurde in der Vergangenheit auch als Unterart Felis silvestris bieti der Wildkatze klassifiziert.
Der gelegentlich verwendete Name Steppenkatze kann zu Verwechslungen mit der gleichnamigen Asiatischen Wildkatze führen und sollte daher vermieden werden. Die Graukatze ist eine seltene Art, über die wenig bekannt ist. Die Weltnaturschutzunion (IUCN) listet sie als gefährdet (vulnerable). Sie wird im Washingtoner Artenschutz-Übereinkommen im Anhang B geführt.

## Merkmale
Die Graukatze wird 80 cm lang, dazu kommt ein 35 cm langer Schwanz. Erwachsen wiegt sie 6,5 bis 9 Kilogramm. Die Bauchunterseite ist heller, die Rückenmitte eher etwas dunkler. Unter den Ohren findet sich eine blass-rotbraune Fellstelle. Der Schwanz ist mit einigen Ringen gekennzeichnet und endet in einer dunklen Spitze. Der Körperbau ist sehr kompakt, die Beine sind relativ kurz, die Pfotenunterseiten stark behaart.

## Verbreitung, Bestand und Lebensraum

Verbreitung der Graukatze

Das Verbreitungsgebiet der Graukatze liegt am Ostrand des tibetanischen Hochplateaus im westlichen China, wo sie im östlichen Qinghai und im nördlichen Sichuan vorkommt. Die Graukatze ist in China endemisch, das heißt, sie kommt nur hier vor. Ihr Lebensraum umfasst montane Bergwälder, alpines Buschland und Wiesen. Die Art ist durch Wilderei, Gifte (zur Bekämpfung von Nagetieren) und Lebensraumveränderungen bedroht.

## Lebensweise
Über die Lebensweise dieser Katze ist bislang nur sehr wenig bekannt. Die Auswertung von 32 Kotproben weisen darauf hin, dass Nagetiere den größten Teil der Beute darstellen. Sie fressen außerdem Pfeifhasen und jagen Vögel, darunter Fasane. Man geht davon aus, dass die Graukatze dämmerungs- und nachtaktiv ist und den Tag in ihrem Bau verbringt.

## Entdeckungsgeschichte
Graukatzenfelle wurden erstmals 1889 von Mitgliedern der französischen Expedition gesammelt, die unter Leitung von Henri Philippe Marie d’Orléans und Gabriel Bonvalot nach Zentralasien reiste. Die Felle wurden auf Märkten in der chinesischen Provinz Sichuan gefunden. Anhand dieser Felle wurde die Graukatze 1892 wissenschaftlich beschrieben. Die Belegexemplare befinden sich heute im Muséum national d’histoire naturelle in Paris. Den wissenschaftlichen Namen Felis bieti erhielt sie zu Ehren des französischen Missionars Félix Biet (1838–1904).
Weltweit waren 2007 nur sechs lebende Tiere in chinesischen Zoologischen Gärten bekannt sowie zwanzig Felle und einige wenige Schädel, die in Museen aufbewahrt werden. Das erste im Zoo gehaltene Exemplar wurde vom Pekinger Zoo von 1974 bis 1978 gezeigt. Im Sommer 2007 wurden in der Tibetischen Hochebene mit Hilfe von „Kamera-Fallen“ erstmals einige Fotos von Tieren in ihrer natürlichen Umgebung aufgenommen.

## Systematik
Die Graukatze wurde 1892 durch den französischen Zoologen Henri Milne Edwards erstmals beschrieben. Der Vergleich mitochondrialer DNA ergibt, dass Felis bieti basal zu Felis silvestris (sensu lato) steht; der Vergleich von Mikrosatelliten ergibt jedoch, dass sie die Schwestergruppe der Asiatischen Wildkatze (Felis lybica ornata) ist. Möglicherweise entstand die Graukatze durch Hybridisierungen, während der letzten Kaltzeit, als das Verbreitungsgebiet der Asiatischen Wildkatze auf ein sehr kleines Gebiet in Zentralasien beschränkt wurde. Die Graukatze unterscheidet sich morphologisch von der Asiatischen Wildkatze, mit der sie angeblich in Teilen ihres Verbreitungsgebietes sympatrisch vorkommt.

## Bedrohung und Schutz
Aufgrund der sehr geringen Bestandszahlen und des massiven Rückgangs der Populationen stuft die International Union for Conservation of Nature and Natural Resources (IUCN) die Art als „gefährdet“ (vulnerable) ein. Die Populationsgröße wird auf weniger als 10.000 geschlechtsreife Individuen geschätzt. Angesichts der anhaltenden Bedrohungen wie Lebensraumverlust durch den Ausbau der Infrastruktur im Verbreitungsgebiet, mangelnder Schutz, versehentliche Tötung, Gelegenheitsjagd und die offensichtliche Seltenheit der Tiere in den untersuchten Gebieten wird die Population als rückläufig betrachtet. Die Population ist zudem nur im östlichen Teil des Qinghai-Tibet-Plateaus verbreitet, und es besteht eine hohe Wahrscheinlichkeit der Fragmentierung der Bestände.